# جاکومو زکا
جاکومو زکا (انگلیسی: Giacomo Zecca؛ زادهٔ ۶ ژوئیهٔ ۱۹۹۷) بازیکن فوتبال اهل ایتالیا است.
از باشگاه‌هایی که در آن بازی کرده‌است می‌توان به باشگاه فوتبال پیاچنزا اشاره کرد.